# Das Eherne Zeitalter
Das Eherne Zeitalter (französisch L’Âge d’airain ‚das Zeitalter der Bronze‘) von 1875/1876 war die erste lebensgroße Figur, mit der Auguste Rodin an die Öffentlichkeit trat.

## Die Plastik
Der Bildhauer verzichtete auf bedeutungsstiftende Attribute und schuf eine Figur, die über ihre Haltung und ihren Gesichtsausdruck mehrere subjektive Interpretationen ermöglichte. Sie gilt oft als Anfang der modernen Plastik. Die Figur löste einen Skandal aus, weil Rodin unterstellt wurde, er habe nur einen Abguss von einem lebenden Menschen gemacht.

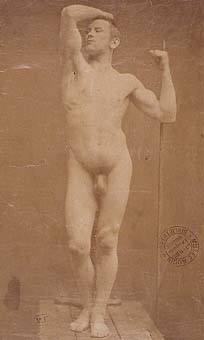
Foto des Modells Auguste Neyt

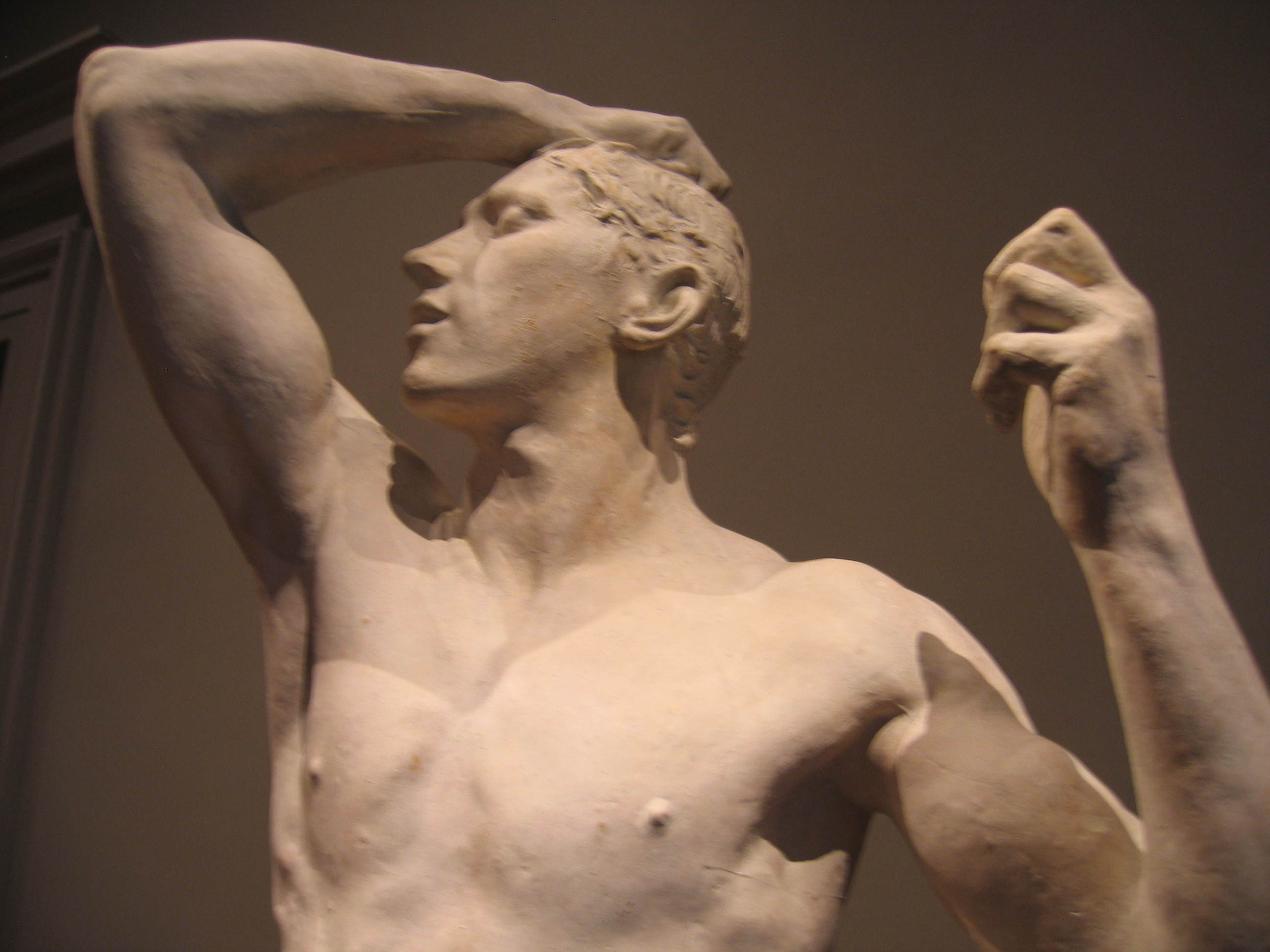
Gips, Detail

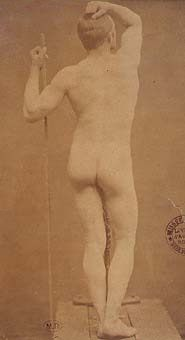
Foto Rücken des Modells Auguste Neyt

Einerseits verbarg sich in der Plastik ein verwundeter Krieger, der auf einem (imaginären) Speer ruht, und die rechte Hand an eine Wunde auf seinem Kopf legt, andererseits versuchte Rodin, angeregt durch die Theorien von Jean-Jacques Rousseau, das Erwachen der Menschheit darzustellen. Weder das eine noch das andere Motiv dominieren, so dass die endgültige Deutung dem Betrachter überlassen bleibt. Alternative deutsche Titel der Plastik waren „Der Mensch, der in der Natur erwacht“, oder „Der Mensch der ersten Zeiten“.
Rodin erhielt zahlreiche öffentliche Aufträge. Der Gips und später eine Bronzestatue der Plastik wurden 1880 von der Stadt Paris gekauft. 1878 schuf Rodin seinen überlebensgroßen Johannes den Täufer. Damit bewies er, dass er nicht auf Abgüsse zurückgriff.

## Standorte (Auswahl)
- Musée Rodin, Paris[5]

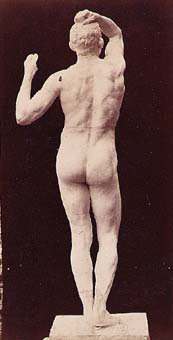
Foto Rückseite der Plastik

- Musée d’Orsay, Paris (2006 ausgeliehen an die Tretjakow-Galerie, Moskau)
- Alte Nationalgalerie, Berlin
- Museum Folkwang, Essen[6]
- Museum Neues Weimar, Weimar
- National Gallery of Art, Washington, D.C.
- Chrysler Museum of Art, Norfolk (Virginia)[7]
- Victoria and Albert Museum, London
- Nationalmuseum für westliche Kunst, Tokio[8]
- Museo Soumaya, Mexiko-Stadt
- Muzeul Național de Artă al României, Bukarest (Nationales Kunstmuseum von Rumänien)
- Privatsammlung in Europa; Abformung der Gießerei Rudier, Paris aus dem Jahre 1918, 2011 für 4,1 Mio. € bei Christie’s, Paris